# Gimme Some Truth (album)
Pour les articles homonymes, voir Gimme.
Pour la compilation de 2020 voir Gimme Some Truth: The Ultimate Mixes.
 (novembre 2020).
Si vous disposez d'ouvrages ou d'articles de référence ou si vous connaissez des sites web de qualité traitant du thème abordé ici, merci de compléter l'article en donnant les références utiles à sa vérifiabilité et en les liant à la section « Notes et références ».
Albums de John Lennon
The U.S. vs. John Lennon
(2006) Power to the People: The Hits
(2010)
Gimme Some Truth est une compilation de John Lennon parue sur un quadruple album le 4 octobre 2010. Il s'inscrit dans un projet plus vaste visant à célébrer les soixante-dix ans du chanteur et les trente ans de son assassinat en publiant son catalogue sous trois formes : le quadruple album Gimme Some Truth, un simple album, Power To The People: The Hits, présentant ses quinze plus grands titres, et la John Lennon Signature Box proposant l'intégrale de ses albums studio.
Gimme Some Truth est donc un intermédiaire entre la coûteuse intégrale et le simple album qui se contente du principal. Le contenu est divisé en quatre disques thématiques : Working Class Hero pour les chansons politiquement engagées, Woman pour les chansons d'amour, Borrowed Time pour les chansons plus intimes et personnelles, et enfin Roots comprenant les morceaux les plus rock 'n' roll du répertoire de Lennon.

## Liste des chansons
Toutes les chansons sont de John Lennon sauf mention contraire.

### Disque 1: Working Class Hero
1. Working Class Hero - 03:49
2. Instant Karma! (We All Shine On) - 03:25
3. Power to the People - 03:21
4. God - 04:11
5. I Don't Wanna Be A Soldier - 06:06
6. Gimme Some Truth - 03:14
7. Sunday Bloody Sunday (John Lennon/Yoko Ono) - 05:01
8. Steel And Glass - 04:39
9. Meat City - 02:52
10. I Don't Wanna Face It - 03:23
11. Remember - 04:35
12. Woman Is the Nigger of the World (John Lennon/Yoko Ono) - 05:16
13. I Found Out - 03:37
14. Isolation - 02:53
15. Imagine - 03:04
16. Happy Xmas (War Is Over) (John Lennon/Yoko Ono) - 03:33
17. Give Peace a Chance - 04:50
18. Only People - 03:27

### Disque 2: Woman
1. Mother - 05:35
2. Hold On - 01:50
3. You Are Here - 04:09
4. Well Well Well - 05:57
5. Oh My Love (John Lennon/Yoko Ono) - 02:46
6. Oh Yoko! - 04:17
7. Grow Old with Me - (version de l'album John Lennon Anthology) - 03:19
8. Love - 03:24
9. Jealous Guy - 04:16
10. Woman - 03:33
11. Out the Blue - 03:22
12. Bless You - 04:39
13. Nobody Loves You (When You're Down and Out) - 05:11
14. My Mummy's Dead - 00:49
15. I'm Losing You - 03:59
16. (Just Like) Starting Over - 03:58
17. #9 Dream - 04:46
18. Beautiful Boy (Darling Boy) - 04:06

### Disque 3: Borrowed Time
1. Mind Games - 04:13
2. Nobody Told Me - 03:35
3. Cleanup Time - 02:57
4. Crippled Inside - 03:48
5. How Do You Sleep? - 05:36
6. How? - 03:43
7. Intuition - 03:07
8. I'm Stepping Out - 04:07
9. Whatever Gets You Thru the Night - 03:28
10. Old Dirt Road (John Lennon/Harry Nilsson) - 04:11
11. Scared - 04:39
12. What You Got - 03:08
13. Cold Turkey - 05:03
14. New York City - 04:31
15. Surprise Surprise (Sweet Bird Of Paradox) - 02:55
16. Borrowed Time - 04:31
17. Look at Me - 02:54
18. Watching the Wheels - 03:32

### Disque 4: Roots
1. Be-Bop-A-Lula (Tex Davis/Gene Vincent) - 02:37
2. You Can't Catch Me (Chuck Berry) - 04:52
3. Rip It Up/Ready Teddy (Bumps Blackwell / John Marascalco) - 01:34
4. Tight A$ - 03:37
5. Ain't That a Shame (Fats Domino/Dave Bartholomew) - 02:32
6. Sweet Little Sixteen (Chuck Berry) - 03:02
7. Do You Wanna Dance? (Bobby Freeman) - 02:53
8. Slippin' and Slidin' (Eddie Bocage/Al Collins]/Richard Penniman/James H. Smith) - 02:17
9. Peggy Sue (Jerry Allison, Norman Petty/Buddy Holly) - 02:05
10. Medley: Bring It on Home to Me (en) / Send Me Some Lovin' (en) (Sam Cooke)/(John Marascalco/Lloyd Price) - 03:40
11. Yer Blues (Live) (John Lennon/Paul McCartney) - 03:45
12. Just Because (en) (Lloyd Price) - 04:29
13. Bony Moronie (Larry Williams) - 03:49
14. Beef Jerky - 03:27
15. Ya Ya (Lee Dorsey/Clarence Lewis/Morgan Robinson) - 02:20
16. Hound Dog (Live) (Jerry Leiber/Mike Stoller) - 03:05
17. Stand by Me (Ben E. King/Jerry Leiber/Mike Stoller) - 03:33
18. Here We Go Again (John Lennon/Phil Spector) - 04:51

## Classement
| Classement (2010)      | Meilleure position |
| ---------------------- | ------------------ |
| États-Unis (Billboard) | 196                |